# Fritz Hellwig
Fritz Hellwig (Saarbrücken, 3 agosto 1912 – 22 luglio 2017) è stato un politico tedesco.
È stato commissario europeo.

## Formazione e carriera professionale
Hellwig studiò filosofia, economia, scienze politiche e storia alle università di Marburgo, Vienna e alla Humboldt-Universität zu Berlin. In quest'ultima conseguì un dottorato nel 1933 con uno studiò sulla battaglia per la Saarland tra 1860 e 1870. Nel 1936 ottenne l'abilitazione con un lavoro sull'imprenditore della Saarland Carl Ferdinand von Stumm-Halberg.
Dal 1933 al 1939 Hellwig lavorò alla camera di commercio e dell'industria di Saarbrücken e direttore dell'archivio economico della Saarland. Nel 1937 cominciò a insegnare alla scuola superiore per la formazione degli insegnanti di Saarbrücken. Tra il 1939 e il 1940 fu direttore amministrativo dell'organizzazione della produzione siderurgica di Düsseldorf e dal 1940 al 1943 si occupò dell'industria del ferro e dell'acciaio nel distretto sudoccidentale della Germania.
Servì nella Wehrmacht dal 1943 e fu prigioniero degli Stati Uniti fino al 1947.
Dopo la fine della seconda guerra mondiale Hellwig operò come consulente economico a Düsseldorf e a Duisburg. Dal 1951 al 1959 diresse l'"Istituto industriale tedesco" di Colonia e presiedette il "Deutscher Saarbund". Hellwig esercitò un'influenza cruciale sulla politica relativa alla Saarland del cancelliere Konrad Adenauer.

## Carriera politica
Inizialmente Hellwig aderì al Centro Cattolico, poi nel 1947 si iscrisse all'Unione Cristiano Democratica. Venne subito nominato membro della commissione politico-economica per la Renania. Successivamente Hellwig fece parte della commissione del partito per la politica economica e del comitato federale del partito.
Nel 1953 Hellwig venne eletto al Bundestag in rappresentanza del collegio di Solingen–Remscheid–Wuppertal e venne rieletto nel 1957 nel collegio di Colonia. Rimase in carica fino al 30 novembre 1959. Nel 1956 venne eletto presidente della commissione parlamentare per la politica economica. Dal 1953 al 1956 fu anche vice delegato per l'assemblea parlamentare del Consiglio d'Europa e dal 25 febbraio 1959 al 14 settembre di quell'anno fece parte dell'Assemblea parlamentare europea.

### Commissario europeo
Nel gennaio 1963 Hellwig venne nominato membro dell'Alta autorità della Comunità Europea del Carbone e dell'Acciaio. Il 1º luglio 1967 l'Alta autorità venne fusa con la Commissione della Comunità Economica Europea, dando vita alla Commissione delle Comunità europee. Hellwig vi fece parte come commissario per la ricerca, l'energia nucleare, la tecnologia e l'informazione e vicepresidente nell'ambito della Commissione Rey in carica fino al 30 giugno 1970.

## Curiosità
Hellwig è un grande collezionista di mappe storiche. Nel 2008 donò 800 carte della sua collezione agli archivi della Saarland.